# Lilakoronás erdeinimfa
A lilakoronás erdeinimfa (Thalurania colombica) a madarak (Aves) osztályának a sarlósfecske-alakúak (Apodiformes) rendjéhez, ezen belül a kolibrifélék (Trochilidae) családjához tartozó faj.

## Rendszerezése
A fajt Jules Bourcier francia ornitológus írta le 1843-ban, az Ornismya nembe Ornismya colombica néven.

## Alfajai
- Thalurania colombica colombica (Bourcier, 1843)
- Thalurania colombica rostrifera W. H. Phelps & W. H. Phelps Jr, 1956
- Thalurania colombica townsendi Ridgway, 1888
- Thalurania colombica venusta (Gould, 1851)[2]

## Előfordulása
Belize, Costa Rica, Guatemala, Honduras, Nicaragua, Panama, Kolumbia, Ecuador, és Venezuela területén honos. Természetes élőhelyei a szubtrópusi és trópusi síkvidéki és hegyi esőerdők, valamint ültetvények és vidéki kertek. Állandó, nem vonuló faj.

## Megjelenése
Testhossza 11 centiméter.
|  |  |

## Természetvédelmi helyzete
Az elterjedési területe rendkívül nagy, egyedszáma csökken, de még nem éri el a kritikus szintet. A Természetvédelmi Világszövetség Vörös listáján nem fenyegetett fajként szerepel.